# Materialismo monista
Monismo material é uma classe de materialismo, de origem pré-socrática, que fornece uma explicação do mundo físico, dizendo que todos os objetos do mundo são compostas por um único elemento, ou substância, que existe um único tipo de realidade no mundo, neste caso a realidade material. De referir que o monismo não implica o Monismo material.
O materialismo monista é uma das classes de materialismo, que incluem também o materialismo epistemológico, o materialismo metafísico, o materialismo hilozoísta, o materialismo mecanicista, o materialismo dialéctico e o materialismo histórico.
As diferentes classes não se excluem mutuamente, por exemplo o materialismo monista também poderá ser considerado como sendo mecanicista.
Em contraste com o dualismo, o monismo material, juntamente com o monismo espiritual, afirmam que tudo é eterno, enquanto que o primeira afirma que quer a matéria e o espírito são eternos.
O monismo material nega que exista algo para além da matéria, como tal, vem em contraposição com o dualismo, o monismo espiritual e o teísmo. Outras assumpções que podem ser retiradas do monismo material são; não existe alma, nem Deus, nem vida para além da morte. O monismo material, também na assumpção (juntamente com as anteriores) de que tudo o que existe, acontece no mundo/universo tem causas simplesmente naturais, pode ser designado como naturalismo e materialismo.
Entre os filósofos do materialismo monista são três filósofos de Mileto: Tales de Mileto, Anaximandro e Anaxímenes, que acreditará que era o ar.
Heráclito foi também referido como sendo um filósofo desta corrente.
Embora suas idéias parecem improváveis, esses filósofos foram os primeiros a dar uma explicação do mundo físico, sem referência ao sobrenatural; isso abriu o caminho para toda a ciência moderna (e filosofia), que tem o mesmo objetivo de explicar o mundo sem depender da sobrenaturalidade.
Enquadrando o assunto, a corrente do materialismo e referida como a crença de diversos aspectos de ser, a alma, a mente e o espírito, são reduzidos a fenómenos puramente corporais. Esta abordagem, subsistiu que no se designou chamar de "materialismo do século XIX", que a partir dessa altura foram sendo desenvolvidos até à época actual, nomeadamente o materialismo naturalista, monista e mecanicista; o materialismo dialéctico e o materialismo histórico.
Alguns dos representantes do materialismo monista e também mecanicista foram: Ludwig Büchner, Karl Vogt e Jakob Moleschott.
Foi dada a denominação de materialismo alemão, ao materismo monista e mecanicista existente no século XIX, com o apoio, entre outros, de autores como Ludwig Büchner (Kraft und Stoff) e também Ernst Haeckel, embora este último tenha tido uma tendência para um visão de hilozoísmo.

## História

### Escola de Mileto
A Escola de Mileto foi representada pelos filósofos:
- Tales de Mileto, acreditava que tudo era composto de água
- Anaximandro, acreditava que tudo era apeiron
- Anaxímenes, que acreditará que era o ar

Anaxímenes afirmava que tudo provinha do ar, mas que existe uma pluralidade de objectos, distintos pelo facto de sofrem condensação e rarefacção. Apesar desta pluralidade, Anaxímenes pode ser considerado na corrente do materialismo monismo, tendo em conta que existe um material que é comum a tudo.

### Heráclito
Já desde Aristóteles, incluindo o próprio, se afirmava que se via a posição de Heráclito como de materialista monista. Entre os princípios filosóficos de Heráclito, entre elas a ontológica, (coincidência de opostos e doutrina do fluxo) existe a ideia de que o fogo é fonte e a natureza própria de todas as coisas existente. Segundo Barnes, Heráclito é um materialista monista, centrado na ideia que o fogo gera todas as outras coisas do mundo por modificação deste.
Segundo interpretação do mesmo autor, o filósofo acaba por violar os princípios e lógica, e no que concerne ao conhecimento, torna-o impossível, com base na numa interpretação da coincidência de opostos, contraditória. Heráclito foi também influenciado pelo materialismo monista que já lhe precedia através de outros filósofos, nomeadamente da escola de Mileto. Resumindo, algumas das visões características deste filósofo têm a característica de serem incompatíveis como materialismo monista, segundo interpretações de diversos autores, apontando o exemplo de que ele não poderia ser um adepto do fluxo contínuo, ou radical, e advogar o monismo. Segundo Heráclito, entre outros exemplo, para a água, a alma (fogo) transforma-se em terra, e isto trata-se de uma mudança radical e não somente uma mudança qualitativa, eliminando a questão de identidade continua. 
Outras formas de materialismo monista, dão como substâncias primárias, matérias menos propensas a mudanças. O fogo é mais propenso a mudança, conforme indicia a expressão do próprio filósofo sobre a mesma, manifesta "necessidade e saciedade".

### Diógenes de Apolónia
Numa altura em que o materialismo monista parece ser já considerado obsoleto, Diógenes de Apolónia parece reviver esta visão e defendê-la. No entanto, a visão de Diógenes pode também ser vista como obsoleta, tendo em consideração que seja uma variante da visão de Parménides. É também considerado que Diógenes possa ter sido o inventor da teoria, indo buscar ideias dos pensadores jónicos, de Anaxágoras (nomeadamente uma orientação teológica) e dos atomistas (ideia de vazio). Sendo ou não o inventor, pode ser dado crédito por ter sido um pensador que deu uma defesa racional à sua teoria.

### Aristóteles
Aristóteles contrasta o materialismo monista com o materialismo pluralista. Aristóteles, segundo a sua própria caracterização de materialismo monista, atribui esta visão a Tales, Anaxímenes e Heráclito.